# Notiophygus pullus
Notiophygus pullus is een keversoort uit de familie Discolomatidae. De wetenschappelijke naam van de soort is voor het eerst geldig gepubliceerd in 1938 door John.